# قطعنامه ۳۵۱ شورای امنیت
قطعنامه ۳۵۱ شورای امنیت سازمان ملل متحد که در تاریخ ۱۰ ژوئن ۱۹۷۴ تصویب شد، سندی بین‌المللی دربارهٔ عضویت بنگلادش است. این قطعنامه طی نشست ۱٬۷۷۶ام تصویب شد.